# 姚依林
姚依林（1917年9月6日—1994年12月11日），原名克廣，籍贯安徽省贵池县，出生于香港，中国共产党、中华人民共和国政治人物，原正国级领导人，长期担任财经工作领导职务。曾任中国共产党第十三届中央政治局常委、国务院副总理。

## 生平

### 早年生涯
姚依林生于英属香港，需用英文名报户口，所以得名“威廉”。又因是家族中的“克”字辈，所以母亲又为他取中文名“克广”，其中“广”字代表出生地。姚依林进清华大学学习后，因常穿一件肥大的深灰长袍，身材显得伟岸，所以同学们起了绰号“姚胖子”。参加中国共产党领导的革命后也仍然俗称“姚胖子”。到天津工作时曾用假名“许志庸”。直到抗日战争期间冀东暴动后，部队给每人发津贴时要有名字，他想起在上海时曾借给他左翼书籍的人叫“薏林”，乃给自己定名“依林”。
1917年姚依林3个月大时，父亲病逝。姚依林随母亲蔡亦民、姐姐姚锦新投奔时任江苏省武进县知事的二伯父姚绍枝。蔡亦民曾在洋学堂教外文，为让子女受更好的教育，带着姚锦新、姚依林到上海读书。蔡亦民用丈夫的抚恤金在杭州购置了一栋房屋，用房租及教学工资抚养子女。青少年时代，姚依林是在上海度过。中学时在上海光华大学附属中学学习，其间正值九一八事变发生，姚依林和其他年青人一样对南京国民政府的不抵抗政策很不满。自那时起，姚依林阅读了《资本论》、《反杜林论》等马列主义著作及左翼刊物，并参加上海青年抗日游行。

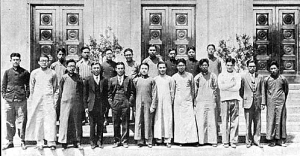
在清华大学读书期间，姚依林(后排左5)参与指挥一二九运动。

### 学运领袖
1934年，姚依林考入中华民国国民政府北平国立清华大学化学系。入学不久，中华民国河北地区被日本军国主义者沦陷，他在北平世界语学会的活动中，结识了北平师范大学学生周小舟，二人常相互交流对时政和社会的看法。1935年，经周小舟介绍，姚依林加入中国共产党的外围学生运动组织中国民族武装自卫委员会（简称武卫会）。此后，他经常刻印武卫会传单在学校内外秘密张贴散发。他在与同学杨述一起办的政治刊物《东方既白》上偶尔提到马克思、列宁的著作以及共产国际的活动，他还亲自摘译转载《共产国际通讯》及《共产国际半月刊》英文版的文章，但他仍然不是共产党人。1935年暑期后，他当选清华大学学生会委员。
1935年7月至8月间，黄河水灾。在中共北平市工作委员会领导下，北平的武卫会发起筹设黄河水灾赈济联合会。1935年9月，北平大中学校学生黄河水灾赈济联合会成立。姚依林作为清华大学代表参加了成立大会。会后，他发动学生展开救济募捐，同时负责管理捐款。该活动募得约两千多银元，大部分捐给山东省赈灾，留下大约五百元备用。这笔钱即后来一二·九运动的经费之一。在北平中共党组织支持下，以黄河水灾赈济联合会为基础，1935年11月成立了北平市学生联合会（简称北平学联），负责组织北平各校学生开展抗日救亡活动。姚依林任北平学联秘书长，并于1935年11月经周小舟介绍加入中国共产党。
南京国民政府准备于1935年12月9日在北平成立冀察政务委员会，以实现所谓华北特殊化。得知这一消息的北平学联党团决定在12月9日发动抗日救国学生请愿游行。12月8日晚，姚依林和彭涛、郭明秋、黄敬、孙敬文开会，研究12月9日学生请愿游行活动的组织安排，决定由黄敬在游行队伍中指挥，姚依林、郭明秋在西单北亚咖啡馆内坐镇指挥，彭涛作为实际领导人不公开露面。12月9日，在中共北平临时工作委员会领导下，在姚依林、郭明秋、黄敬、宋黎等人的具体组织和指挥下，北平各高等院校和部分中学的学生走上街头举行学生请愿游行，此即一二·九运动。12月16日又一次发动学生请愿游行。一二·九运动后不久，1936年1月，中共北平市委改组北平学联党团，姚依林任党团书记。

### 日本侵华战争

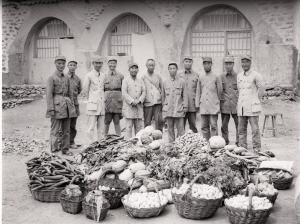
1944年秋，先后任晋察冀北方分局、中央局秘书长的姚依林（右4）赴白求恩国际和平医院慰问伤病员。

1936年6月，姚依林按照中共党组织的安排转赴天津，起初主持编辑中共天津市委机关刊物《世界》，并协助编辑中共中央北方局机关刊物《长城》。不久，被任命为中共天津市委宣传部部长，负责学生工作。1937年6月，姚依林主持中共天津市委工作，1937年7月任中共天津市委书记。七七事变发生，日军占领北平和天津后，中共中央北方局决定将所有不能在平津立足的中共党员和抗日分子撤出平津，大部分去太原分配工作。根据北方局指示，姚依林和中共天津市委经近两个月工作，将需经天津转移的中共党员和青年学生数千人撤离天津。同时，姚依林还领导恢复了天津的中华民族解放先锋队的组织及活动。
1937年8月，中共河北省委在天津建立了新的领导机关，负责平津及冀东沦陷区的工作。9月，姚依林任中共河北省委委员、秘书长、宣传部部长兼中共天津市委书记。他还考入南开大学经济系学习。1938年4月，在姚依林领导下，秘密电台在天津英租界伊甸园建立，畅通了中共中央与中共河北省委、中共天津市委的联系。1938年7月，姚依林参与组织冀东暴动。1938年9月，姚依林奉命离开天津到冀东，11月来到平西抗日根据地工作。1939年1月任中共冀热察区委委员、宣传部部长。1939年7月，到中共中央晋察冀分局（当时称北方分局）任秘书长。
1941年秋，日军“扫荡”晋察冀北岳地区，姚依林率中共中央晋察冀分局警卫、勤杂、文秘人员突围时，被日军围困在乌王口西北的山沟。姚依林等人坚持七昼夜才脱险。1942年5月，日军在冀中发动规模巨大的“扫荡”，时逢大旱，晋察冀边区进入空前困难时期。姚依林按照中共中央晋察冀分局的指示，组织分局机关种粮种菜。他还利用在清华大学学到的化学知识，指导成立了工业生产小组，制造肥皂、墨水、土炸药。1943年9月，日军“扫荡”冀西山区。姚依林率20余人的手枪队驻五台山一个多月。日军撤退后，他们才返回原驻地阜平县。

### 第二次國共內戰
1945年9月，按照中共中央的决定，中共中央晋察冀分局改为中共晋察冀中央局，姚依林仍任秘书长。1946年5月，姚依林调任晋察冀边区行政委员会工商处副处长。上任不久，国军进攻张家口，工商处的任务从筹款转为准备战争。1946年10月上旬，工商处组织晋察冀边区的工人、技术人员等将全部机器设备转移至山中，继续生产武器弹药。姚依林重点负责组织技术人员制造武器弹药。在他领导下，生产出大量的炸药、手榴弹、82毫米迫击炮、手枪、步枪、地雷等。因炸药缺乏，技术人员在铁棍内改装辣椒末，制造出了“辣椒末手榴弹”，成为炸碉堡的利器。还用医用氧气筒制造大迫击炮炮弹，称为“氧气筒炮弹”，在清风店战役中显示了威力。
1947年11月起，姚依林历任晋察冀边区行政委员会工业局局长、工商处处长、财经办事处副主任及秘书长。石家庄战役后，为统一晋察冀边区和晋冀鲁豫边区的财经工作，1948年上半年，姚依林在邯郸主持召开两区联合的华北财经会议。并组织两区物资交流，统一对国统区的贸易。1948年5月，中共中央决定晋察冀和晋冀鲁豫两区合并为华北解放区，成立华北联合行政委员会。1948年6月至9月，姚依林任华北联合行政委员会工商厅厅长。1948年9月，华北人民政府成立后，姚依林任工商部部长，同时任华北人民政府党组干事会成员。华北人民政府工商部成立后，姚依林主持召开华北地区包括山东部分工商界领导人会议，作出了保护私营工商业、禁止挖地主浮财等决议，从而纠正了华北地区在土地改革运动中的“左”的错误。
1949年1月，姚依林率华北人民政府工商部工作人员进入天津战役后的天津。姚依林布置接收了天津海关，没收了中国国民党中央在天津的信托局，并让一般商店照常营业。1949年1月底，北平和平解放。2月初，姚依林率华北人民政府工商部部分工作人员抵达北平，接收了北平海关、东交民巷的外国商行办事机构。他还按照周恩来的指示，同美国共产党代表尼尔逊谈中美贸易，同苏联代表签订向苏联提供3万吨谷种的合同。

### 建国之后
中华人民共和国成立后，姚依林历任中央人民政府贸易部副部长、党组副书记，中央人民政府商业部副部长、党组副书记，中共中央财贸工作部副部长，国务院财贸办公室副主任，中华人民共和国商业部部长、党组书记，中央财经领导小组成员，中共中央财贸政治部主任，国务院财贸党委副书记等职务。
姚依林是主管国家财贸工作的中央领导的主要助手之一，参与研究、制定、实施了国家若干重大经济政策。中华人民共和国初期，国家面临的财政及经济困难十分严重。为打破美国的封锁禁运，恢复发展国民经济，姚依林在建立国营商业、合作社商业，利用、限制、改造私营工商业，发展对外贸易等方面都做了许多工作，对确立商品流通中国营商业主渠道地位，稳定物价，打击投机资本，安定人民生活，都发挥了很重要的作用。
1959年至1961年三年大饥荒时期，姚依林坚决执行中央提出的国民经济“调整、巩固、充实、提高”方针，参与国民经济调整工作，积极稳定市场。他提出了国民经济调整阶段物价政策的设想，获周恩来肯定。他组织安排了副食品的收购及分配，确保大中城市及工矿区居民基本副食品供应。
1966年文化大革命爆发后，姚依林受到严重迫害。1973年11月，姚依林出任对外贸易部第一副部长。任内与该部其他领导共同抵制了“四人帮”对外贸工作的干扰破坏，为开辟出口货源、引进国外先进技术设备、恢复并发展对外贸易做了许多努力。在1975年国务院副总理邓小平主持中共中央和国务院日常工作期间，姚依林贯彻全面整顿方针。在随后的“反击右倾翻案风”期间，姚依林顶着压力艰难维持外贸工作。
1977年3月，姚依林任国务院财贸领导小组组长。1978年8月，任商业部部长、党组书记。任内组织开展揭批“四人帮”的斗争，清除“四人帮”影响，平反冤假错案，落实干部政策。姚依林积极支持并投入真理标准问题讨论，反对党主席华国锋的“两个凡是”。
中共十一届三中全会后，姚依林任中共中央副秘书长、中共中央办公厅主任。1979年3月，中央决定设国务院财政经济委员会，姚依林任秘书长，任内协助副总理陈云、李先念纠正前两年经济工作中的失误，清理“左”倾错误影响，为调整国民经济做了许多工作。
1979年7月，在全国人大五届二次会议上，姚依林被任命为国务院副总理，分管经济工作。此后，还兼任国家计划委员会主任、党组书记，中央财经领导小组副组长，中央引进智力领导小组组长。他主持编制并实施了国民经济和社会发展第六个、第七个五年计划，主持编制了第八个五年计划。在制定“六五”计划时，姚依林强调计划要从国力的可能出发，面向市场，面向人民生活，计划指标勿过高，应留有余地。在“七五”期间，姚依林反复强调建设规模须和国力相适应的原则，主持制定了产业政策若干规定。他强调要抑制通货膨胀，保持社会供求总量平衡。他重视加强重点建设，注意农业发展，曾经多次强调粮食问题的重要性。姚依林主持制定了计划体制改革的若干意见、投资管理体制改革方案。他强调在发展社会主义市场经济过程中，政府要转变职能。他积极参加了创建经济特区、开放沿海城市和沿海地带的决策及实施。
1987年，在中共十三届一中全会上，姚依林当选中共中央政治局常委（排名第五）。后升任排名第一的国务院副总理，负责常务工作。六四天安门事件时任中共中央政治局常委兼国务院副总理，坚决支持总理李鹏，对学生运动采取军事镇压，并是唯一一位没有与学生对话的政治局常委，也因此姚依林被认为是中共党内的保守派。同年6月24日，姚依林的党内排名在中共十三届四中全会赵紫阳和胡启立被罢免后从第五上升为第四。
1992年邓小平南巡后，改革开放重新提速，而被外界认为是保守派的姚依林在1992年中共十四届一中全会和1993年第八届全国人民代表大会第一次会议后分别卸任中共中央政治局常委和国务院副总理等职务退休，其国务院常务副总理一职由被邓小平破格提拔的新任中共中央政治局常委朱镕基接替。
姚依林在中共八届二次会议上被增补为中央候补委员。他是中共第十届中央候补委员，第十一届中央委员、中央书记处书记，第十二届中央委员、中央书记处书记、中央政治局候补委员、委员，第十三届中央委员、政治局委员、常委。他还是第一届全国人民代表大会代表，第三届全国政协常委，第四届全国政协委员。

### 逝世
1994年12月11日12时22分，姚依林在北京逝世，终年77岁。中共中央评价他为：“党和国家的优秀领导人、杰出的无产阶级革命家、我国经济工作的卓越领导人”。在他住院病重期间，江泽民等曾经前往看望。12月19日姚依林在京火化，江泽民等前往送别。当日天安门、新华门、人民大会堂、外交部也都下半旗致哀。

## 纪念
1998年1月12日，中共中央批准在姚依林的故乡安徽省池州市建造姚依林铜像。1998年9月28日正式开始动工，1999年5月15日正式落成，现为池州市的城市象征之一。

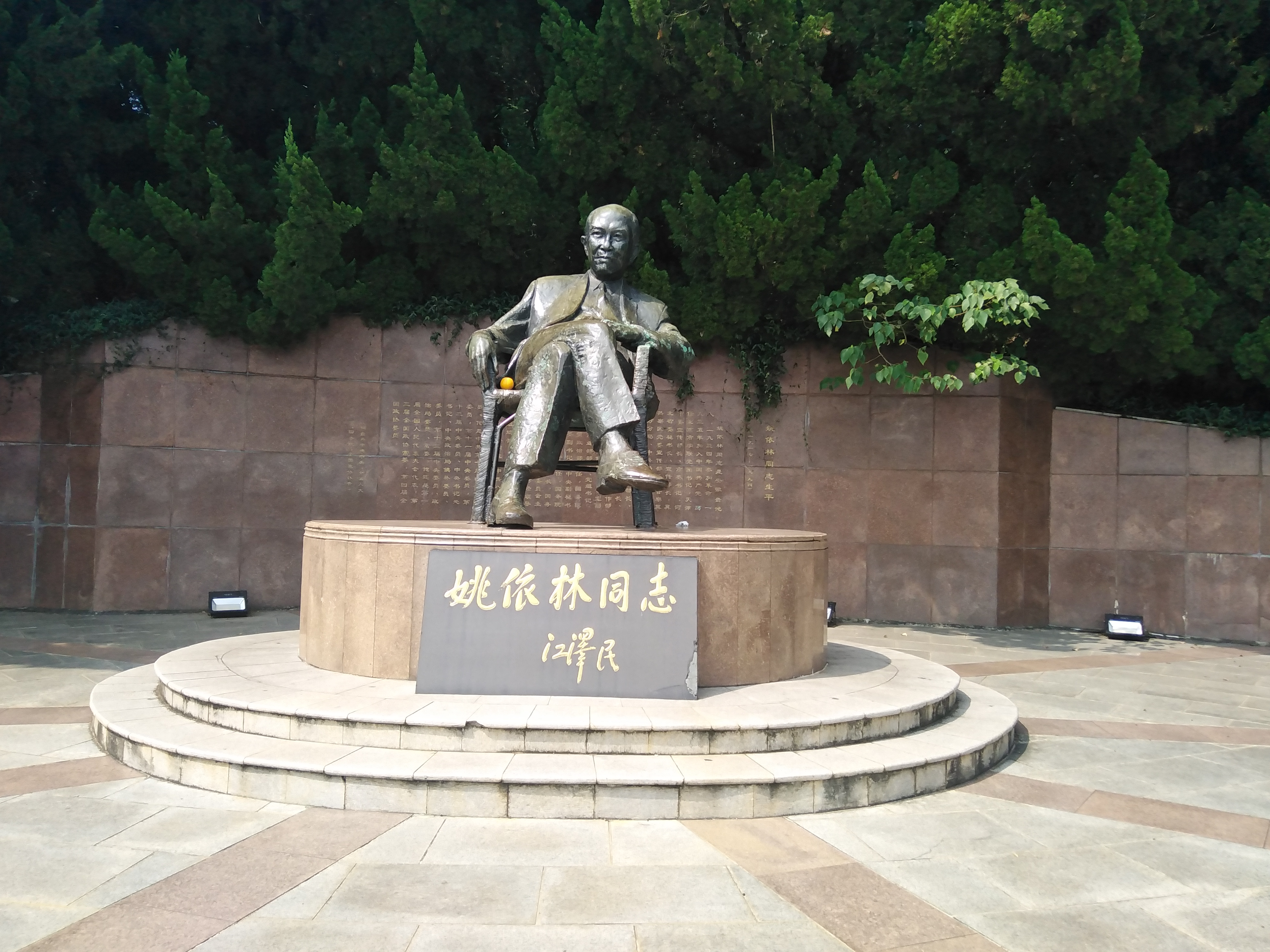
位于池州市贵池区百荷公园的姚依林铜像

## 著作
《姚依林百夕谈》2008，中共党史出版社。由姚依林的堂妹姚锦与姚依林所作的跨时两年、长达43次谈话的实录。以寡言著称的姚依林讲话很少，也很少写文章，这本回忆录性质的百夕谈，就弥足珍贵了。

## 轶闻

### 发明“菜系”一词
1980年代，有研究者认为他是对中国菜进行区分的“菜系”——这个新词的发明者。认为是姚依林在1950、60年代任商业部长时，在对外交流中发明了这个新词。出现在文献中则在1970年代以后。

### 影视形象
在中国大陆电视剧《借枪》中，屡次提到“克广同志”，其人正是姚依林，“克广”是姚依林的原名。

## 家庭

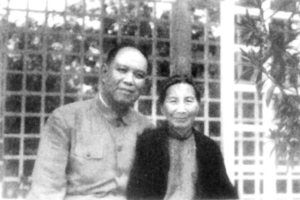
姚依林与母亲

- 父亲：姚捷勋[1]。
- 母亲：蔡亦民[1]。
- 二伯：姚绍枝[1]。
- 五叔：姚国桢[1]。
- 六叔：姚震[1]，为北洋军阀统治时期潘复内阁司法总长、最后一位大理院院长。
- 姐姐：姚锦新[1]。
- 第一任妻子：周彬（1915年－1990年）[16]，原名“張淑華”，周彬父親是高級銀行職員；周彬与姚依林夫婦1937年結婚，育有三女一子。[17]
  - 長女：姚明瑞（1945年－2009年9月26日），中华人民共和国对外贸易经济合作部发展司调研员[18]。
    - 長孫女：劉新揚（1971年1月23日－2017年8月3日）：因癌症過世；
      - 孫女婿：洪寧，碩士研究生畢業，2010年成为高盛證券集团合伙人之一[19]；

  - 兒子：姚明伟（1947年2月－2001年10月30日），中国机械工业联合会党委书记兼会长[20]。
    - 孙子：姚庆（1976年10月26日－）[21]。
      - 孙媳：趙俊（1981年10月22日－），毕业于上海体育运动学校，中国内地女演员、模特。
        - 曾孙女：姚有蓉（2013年9月6日－）。

  - 二女：姚明珊（1949年1月11日－）。
    - 二女婿：王岐山（1948年7月19日－）中华人民共和国副主席、中共中央政治局前常委[22][23][24]。

  - 三女：姚明端（1950年11月28日－）
    - 三女婿：孟学农，前北京市长，前山西省长。
    - 三女婿：孫鳳山（Frank Fung Shan Suen，1948年8月6日－）；孫鳳山生於北京一個工人家庭。文革期間，姚依林被打倒了，姚依林的三女兒姚明端是孫鳳山妹妹的第33中中學同學。姚明端在文革期間被下放到新疆建設兵團852農場，染上腎炎。回城後無住房，暫住女同學（孫鳳山妹妹）家中。姚明端因此與孫鳳山相戀結婚。此時姚依林已經官復原職，姚依林鼓勵姚明端與曾在她落難時收留她的孫家孫鳳山結婚。後來孫鳳山參軍複員後，夫妻在北方公司工作。孫鳳山、姚明端夫婦感情恩愛，育有1女孫瑤。[25]
      - 外孫女：孫瑤（Anita Yiu Suen，1980年5月25日－）：孫鳳山、姚明端夫婦育有1女孫瑤。孫瑤1998年毕业于美国加州Monta Vista High School，后入读加州大学（1998－2001）和斯坦福大学（2001－2002）；曾任职于中金公司（中国第一家中外合资投资银行）担任高级经济师。
- 第二任妻子：洪寿子（1918年－2007年）。安徽东至人，祖父為實業家。1990年姚依林的第一任妻子周彬病逝後，姚依林晚年與洪壽子共同生活。